# Tholera americana
Tholera americana är en fjärilsart som beskrevs av Smith 1894. Tholera americana ingår i släktet Tholera och familjen nattflyn. Inga underarter finns listade i Catalogue of Life.